# 釈尊寺団地
釈尊寺団地（しゃくそんじだんち）とは。大阪府枚方市釈尊寺町にある団地である。

## 概要
1977年3月に団地が完成し同年に入居を開始する。厳密には釈尊寺第1住宅/釈尊寺第2団地/釈尊寺第3住宅に区分されているがこれらを総称して「釈尊寺団地」と称している。同時に釈尊寺町の地名も制定された。
釈尊寺第2団地は都市再生機構の賃貸住宅であるが、釈尊寺第1住宅及び釈尊寺第3住宅は分譲である。
団地全体で968戸の戸数となっている。2007年当時、スーパーマーケットが1店入居を募集していたが、2011年現在は、老人福祉施設になっている。その他団地の中心に店舗（釈尊寺団地商店街）が8店存在する。
同じ都市再生機構の団地である香里団地と釈尊寺団地との間は至近距離（直線距離で2km前後）であるが、交通が整備されている為、釈尊寺団地の入居率も香里団地同様に高い。

## 周辺施設
- 枚方市立川越小学校
- 私立東香里丘幼稚園
- 川越保育園

## 交通アクセス
- 京阪バス 釈尊寺団地/団地東（枚方方面行きのみ）/釈尊寺北（団地方面行きのみ）すぐ。